# 伊従寛
伊従 寛（いより ひろし、1927年（昭和2年）11月28日 - 2020年（令和2年）6月29日）は、日本の元公正取引官僚、弁護士。元公正取引委員会委員。シティユーワ法律事務所顧問（オフ・カウンセル）。勲二等瑞宝章受章。

## 略歴
- 1953年（昭和28年）03月：東京大学法学部卒業。
- 1953年（昭和28年）04月：公正取引委員会事務局入局。
- 1966年（昭和41年）04月：公正取引委員会事務局取引部景品表示課長。
- 公正取引委員会事務局取引部取引課長。
- 1977年（昭和52年）07月：公正取引委員会事務局官房審議官。
- 公正取引委員会事務局経済部長。
- 公正取引委員会事務局審査部長。
- 1984年（昭和59年）07月：公正取引委員会事務局長。
- 1985年（昭和60年）09月：退官。
- 1985年（昭和60年）11月：財団法人公正取引協会常務理事。
- 1986年（昭和61年）11月：公正取引委員会委員。
- 1991年（平成03年）11月：公正取引委員会委員退任。
- 1991年（平成03年）12月：株式会社三菱総合研究所顧問。
- 1993年（平成05年）04月：中央大学法学部教授。
- 1994年（平成06年）06月：シャープ株式会社社外監査役。
- 1998年（平成10年）10月：弁護士登録（第二東京弁護士会所属）。
- 1998年（平成10年）00　：勲二等瑞宝章受章。
- 2000年（平成12年）04月：あさひ法律事務所顧問。
- 2000年（平成12年）09月：競争法研究協会会長。
- 2004年（平成16年）00　：中国中南大学客員教授。
- 2005年（平成17年）00　：競争法フォーラム会長。
- 2007年（平成19年）05月：大正製薬株式会社監査役。
- 2007年（平成19年）00　：坂井･三村法律事務所（後のビンガム・マカッチェン・ムラセ外国法事務弁護士事務所坂井・三村・相澤法律事務所（外国法共同事業））顧問（オフ・カウンセル）。
- 2015年（平成25年）00　：シティユーワ法律事務所顧問（オフ・カウンセル）。
- 2020年（令和02年） 06月29日 死去[1]。92歳没。